# Superfast XI
Il Superfast XI è un traghetto di proprietà della Superfast Ferries.

## Servizio
Varato il 3 agosto 2001 nel cantiere navale Flender Werft di Lubecca e consegnato il 10 luglio 2002 alla Superfast Ferries, prende servizio a partire dal 20 luglio successivo sulla Patrasso-Igoumenitsa-Ancona.

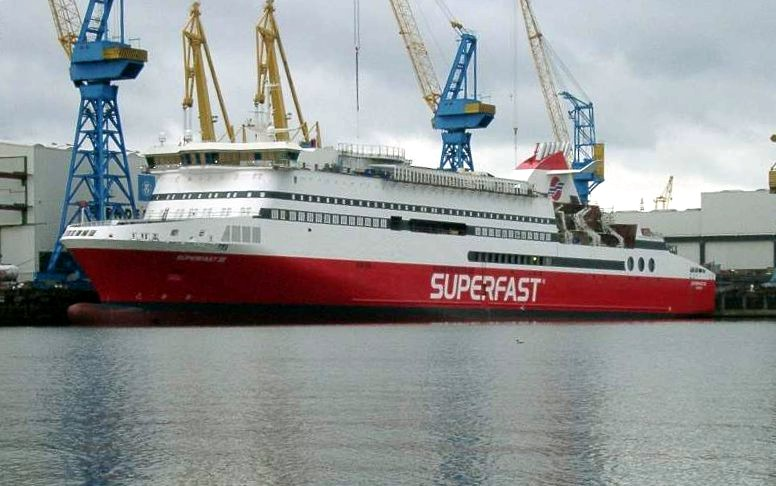
Il Superfast XI in cantiere a Lubecca nel 2002.

Il 24 settembre 2014, durante l'arrivo ad Ancona, entra in collisione con numerose imbarcazioni a causa delle condizioni meteo avverse.
A maggio 2020 si reca in cantiere a Perama dove vengono installati degli scrubber.

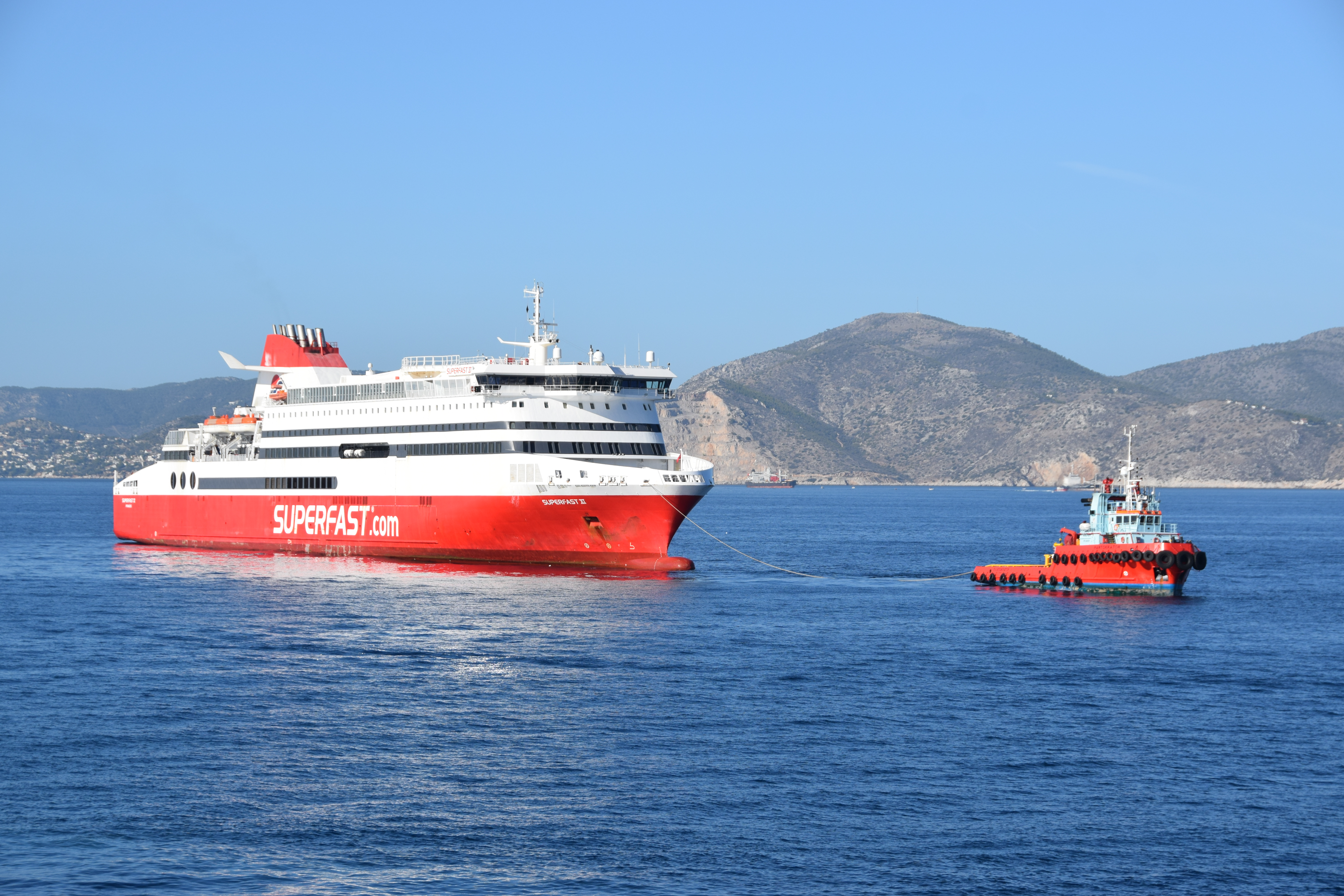
Il Superfast XI in arrivo a Salonicco nel 2021.

## Navi gemelle
- Cruise Ausonia